# Forex (företag)
Forex AB, av företaget skrivet FOREX, tidigare FOREX Bank, är ett företag som erbjuder resevaluta, reseförsäkringar och kreditkort.

## Bakgrund
År 1965 tog resebyråmannen Rolf Friberg (1937–2019) över valutakontoret från Statens Järnvägar (SJ) på Centralstationen i Stockholm. Verksamheten fick senare namnet FOREX. Den första butiken finns än idag på Stockholms Centralstation.
Efter en avreglering av marknaden på 1990-talet, tillkom flera konkurrenter på marknaden varav X-change var det största. I april 2007 köpte FOREX upp X-change, vars verksamhet och butiker införlivades i FOREX. I oktober 2011 meddelades det att FOREX köper Western Unions butiker i Norden 2012.
FOREX fick Finansinspektionens tillstånd att driva bankrörelse per den 1 juli 2003. Bankverksamheten såldes till Ica Banken per den 17 maj 2021. Företagets butiker finns på över 80 platser i Norden, varav 53 butiker i Sverige, 7 i Danmark, 8 i Finland och 10 i Norge.
Den 22 december 2020 meddelade Ica Banken och FOREX Bank att de ingått avtal om att Ica Banken ska förvärva FOREX Banks inlånings- och utlåningsportföljer. Förvärvet genomfördes den 17 maj 2021 och innebar att Ica Banken övertog cirka 235 000 kunder från FOREX Bank.